# In Hell
Pour plus de détails, voir Fiche technique et Distribution.
In Hell ou En enfer au Québec est un film américain réalisé par Ringo Lam, sorti en 2003. Le film a connu une sortie en salles dans quelques pays mais est globalement sorti sur le marché direct-to-video.

## Synopsis
Kyle LeBlanc est un ingénieur américain travaillant à Magnitogorsk en Russie. Un soir, sa femme Grey se fait agresser sexuellement alors qu'ils sont en pleine conversation téléphonique. Kyle fait son possible pour arriver au plus vite. Mais il est trop tard. Grey a été tuée. Le meurtrier, Sergio Ković, est arrêté mais ses relations et son argent lui permettent de sortir libre. Dans le tribunal, Kyle décide de rendre justice lui-même en abattant le meurtrier de sa femme. Il est donc incarcéré à vie. Échouant dans une prison particulièrement dure, il se retrouve confronté à l'horreur d'un régime carcéral où corruption et brutalité règnent en maître. Contraint par les gardiens de participer à des combats à mort entre prisonniers, Kyle va se transformer en monstre, froid et sans sentiments. Avant sa « rédemption » morale et son refus de combattre au profit financier des gardiens, il est finalement aidé par 451 de ses codétenus.

## Fiche technique
Sauf indication contraire, les informations mentionnées dans cette section peuvent être confirmées par la base de données cinématographiques IMDb,  présente dans la section « Liens externes ».
- Titre original et français : In Hell
- Titre québécois : En enfer
- Réalisateur : Ringo Lam
- Scénario : Eric James Virgets, Jorge Álvarez, Steve Latshaw et Les Weldon
- Direction artistique : Boriana Mintcheva
- Décors : Valentina Mladenova
- Costumes : Kate Healey
- Photographie : John B. Aronson
- Montage : David M. Richardson
- Musique : Alexander Bubenheim
- Production : Danny Lerner, John Thompson et David Varod

Producteurs délégués : Boaz Davidson, Trevor Short, Avi Lerner
- Sociétés de production : 777 Films Corporation, Millennium Films et Wonderworks Films
- Société de distribution : Columbia TriStar Home Video (États-Unis)
- Budget : 17 000 000 $[réf. nécessaire]
- Pays d'origine :  États-Unis
- Langues originales : anglais, russe
- Format : couleur
- Genre : action
- Durée : 98 minutes
- Dates de sortie[1] :
  - États-Unis : 25 novembre 2003 (en vidéo)
  - France : 23 juin 2004 (en vidéo)

## Distribution
- Jean-Claude Van Damme (V.F. : Patrice Baudrier ; V.Q. : Daniel Picard) : Kyle LeBlanc
- Lawrence Taylor (V.F. : Thierry Desroses ; V.Q. : Benoit Rousseau) : « 451 »
- Lloyd Battista (en) (V.F. : Tomasz Biakolvski ; V.Q. : Vincent Davy) : le général Hruschov
- Carlos Gómez (V.F. : Igor De Savitch ; V.Q. : Manuel Tadros) : Tolik
- Chris Moir (V.F. : Fabrien Briche ; V.Q. : Louis-Philippe Dandenault) : Billy Cooper
- Billy Rieck (V.Q. : Claude Gagnon) : Coolhand
- Malakai Davidson (V.F. : Pascal Renwick ; V.Q. : Éric Gaudry) : Malakai
- Michael Bailey Smith : Valya
- Juan Fernández (en) (V.Q. : Joël Legendre) : Shubka
- Raicho Vasilev (V.Q. : Thiéry Dubé) : Andrei
- Marnie Alton (V.F. Laurence Mongeaud ; V.Q. : Camille Cyr-Desmarais) : Grey LeBlanc
- Robert LaSardo (V.Q. : Stéphane Rivard) : Usup
- Paulo Tocha (V.Q. : Jean-Marie Moncelet) : Victor
- David Leitch (V.Q. : François Godin) : Paul

## Production
Il s'agit de la troisième et dernière collaboration de Jean-Claude Van Damme avec le réalisateur hongkongais Ringo Lam, après Risque maximum (1996) et Replicant (2001). L'acteur belge affrontera à nouveau Raicho Vasilev dans Jusqu'à la mort et a également joué avec Marnie Alton dans le film Replicant.
Le tournage a lieu en Bulgarie.